# Lepanthes obliquiloba
Lepanthes obliquiloba är en orkidéart som beskrevs av Henry August Hespenheide. Lepanthes obliquiloba ingår i släktet Lepanthes och familjen orkidéer.
Artens utbredningsområde är Kuba. Inga underarter finns listade i Catalogue of Life.